# Powrót Grzmotomocnych
Powrót Grzmotomocnych (ang. The Thundermans Return) – amerykański superbohaterski film komediowy, będący kontynuacją serialu Grzmotomocni. Wyreżyserowany został przez Trevora Kirschnera na podstawie scenariusza Seana W. Cunninghama, Marca Dworkina i Jeda Spingarna, który stworzył oryginalny serial. Za produkcję odpowiedzialne było studio Nickelodeon Movies. Nagrania miały miejsce w kwietniu 2023 w Los Angeles.
Film po raz pierwszy ukazał się 7 marca 2024 roku w Stanach Zjednoczonych. W Polsce premiera odbyła się 31 marca 2024 roku na Nickelodeon.

## Fabuła
Bliźniacy Phoebe i Max cieszą się swoim superbohaterskim życiem w nowym mieście, lecz kiedy jeden „ratunek” idzie nie po ich myśli, Grzmotomocni zostają wysłani z powrotem do Skrytowic. Kiedy Hank i Barb cieszą się swoim powrotem, Chloe zapoznaje się z nową grupą przyjaciół, a Billy i Nora rozpoczynają normalne licealne życie, Max i Phoebe są zdeterminowani by odzyskać swoją pozycję superbohaterów.

## Obsada
- Kira Kosarin jako Phoebe Grzmotomocna
- Jack Griffo jako Max Grzmotomocny
- Addison Riecke jako Nora Grzmotomocna
- Diego Velazquez jako Billy Grzmotomocny
- Chris Tallman jako Hank Grzmotomocny
- Rosa Blasi jako Barb Grzmotomocna
- Maya Le Clark jako Chloe Grzmotomocna

## Produkcja
W marcu 2023 ogłoszono, że do produkcji w Nickelodeon Studios dopuszczony został film oparty na kultowym serialu Grzmotomocni, zatytułowany The Thundermans Return. Jednocześnie do informacji podano, że w filmie powróci cała obsada z oryginalnego serialu, za reżyserię odpowiedzialny będzie Trevor Kirschner, a scenariusz napisany zostanie przez Jeda Spingarna.
Zdjęcia do filmu rozpoczęły się 2 kwietnia 2023 w Los Angeles. Nagrania zakończono po niespełna czterech tygodniach, 28 kwietnia.
W dniu 5 lutego 2024 oficjalnie ogłoszono, że film ukaże się już 7 marca na kanale Nickelodeon i platformie Paramount+ w Stanach Zjednoczonych. Kilka dni później, 11 lutego, w sieci pojawił się pierwszy oficjalny zwiastun filmu.